# Cyperus sartorii
Cyperus sartorii är en halvgräsart som beskrevs av Georg Kükenthal. Cyperus sartorii ingår i släktet papyrusar, och familjen halvgräs. Inga underarter finns listade i Catalogue of Life.